# کلیسای سنت ماری-له-بو
کلیسای سنت ماری-له-بو (انگلیسی: St Mary-le-Bow) یک کلیسا در لندن، انگلستان است.
این کلیسا که در خیابان چیپساید قرار دارد به علت آتش‌سوزی بزرگ لندن ۱۶۶۶ تخریب شده بود توسط کریستوفر رن در سال ۱۶۷۱ تا ۱۶۷۳ دوباره با برجی به طول ۶۸ متر ساخته شده‌است.

## نگارخانه

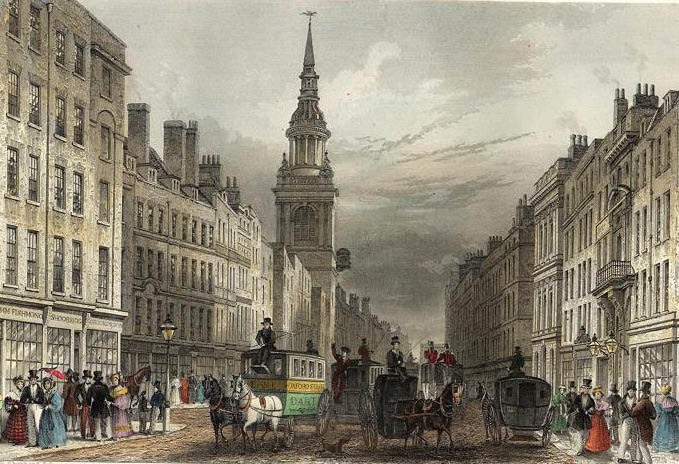
۱۸۳۷
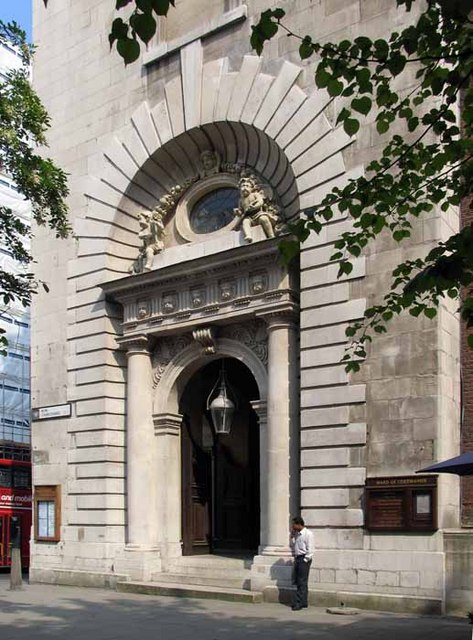
درب غربی کلیسا
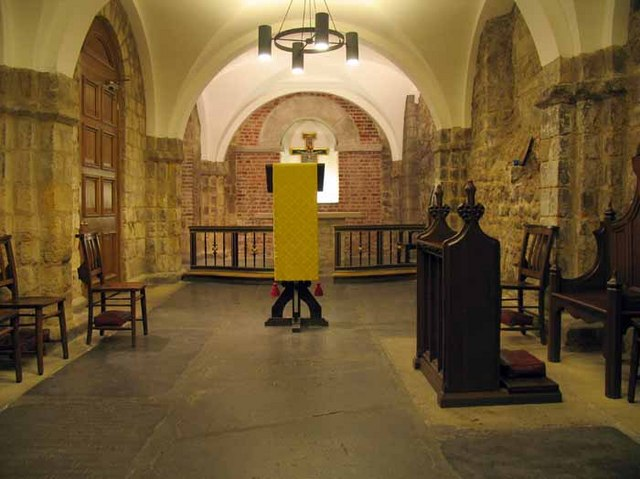
سرداب نمازخانه
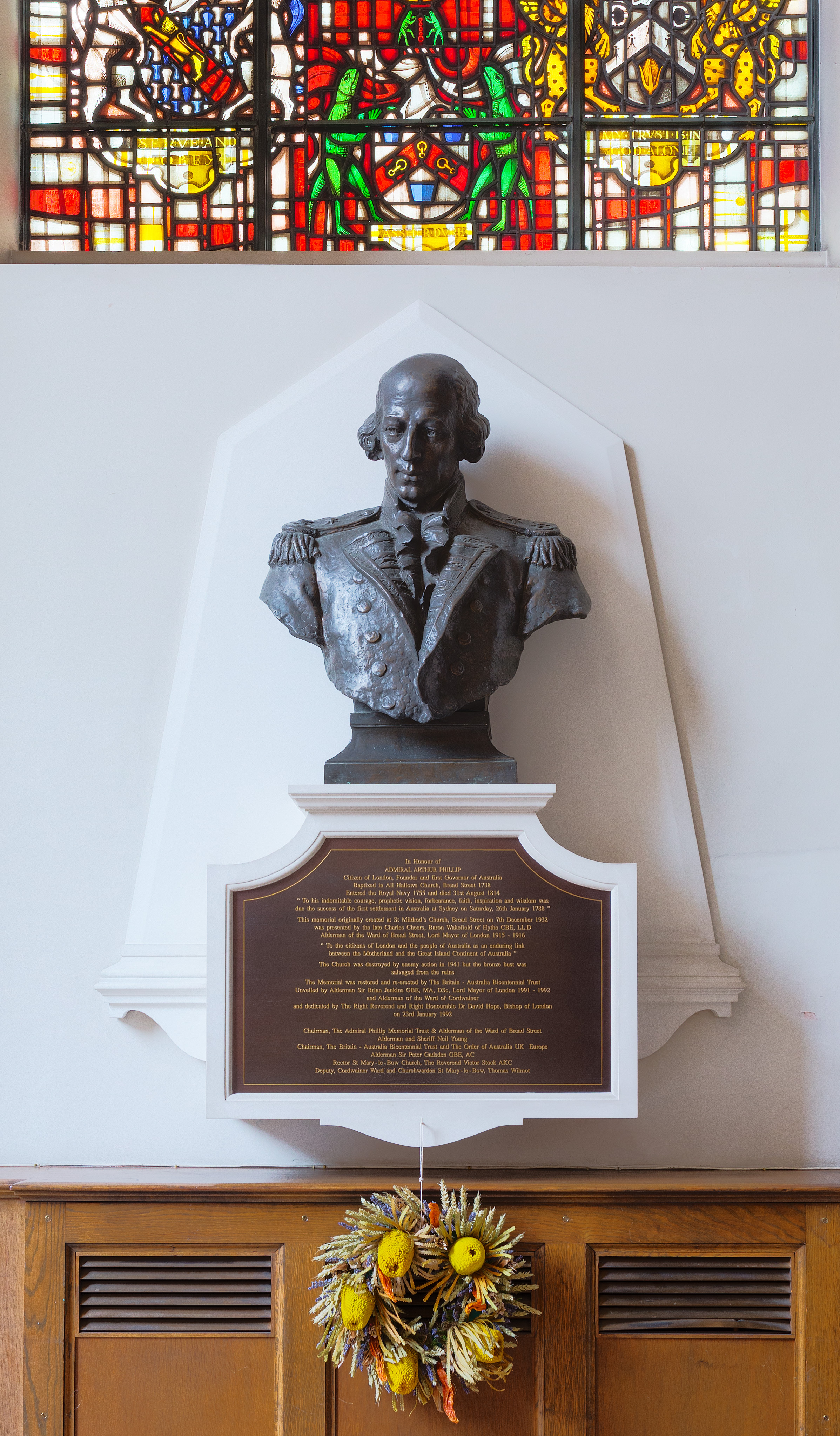
نیم تنه دریاسالار آرتور فیلیپ اولین فرماندار نیو ساوت ولز
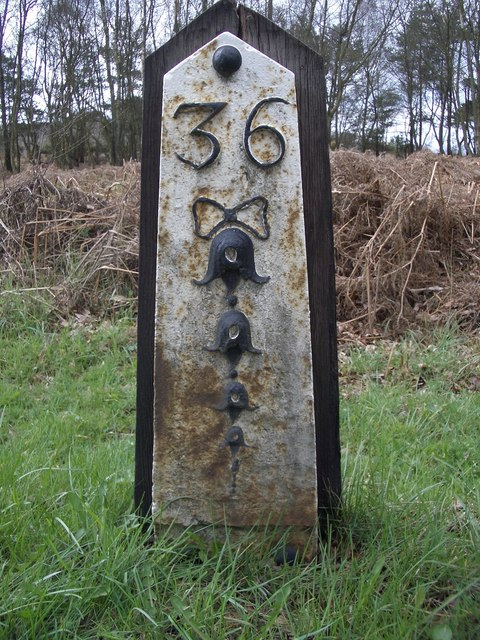
"Bow Bells" milepost on the London to Lewes road
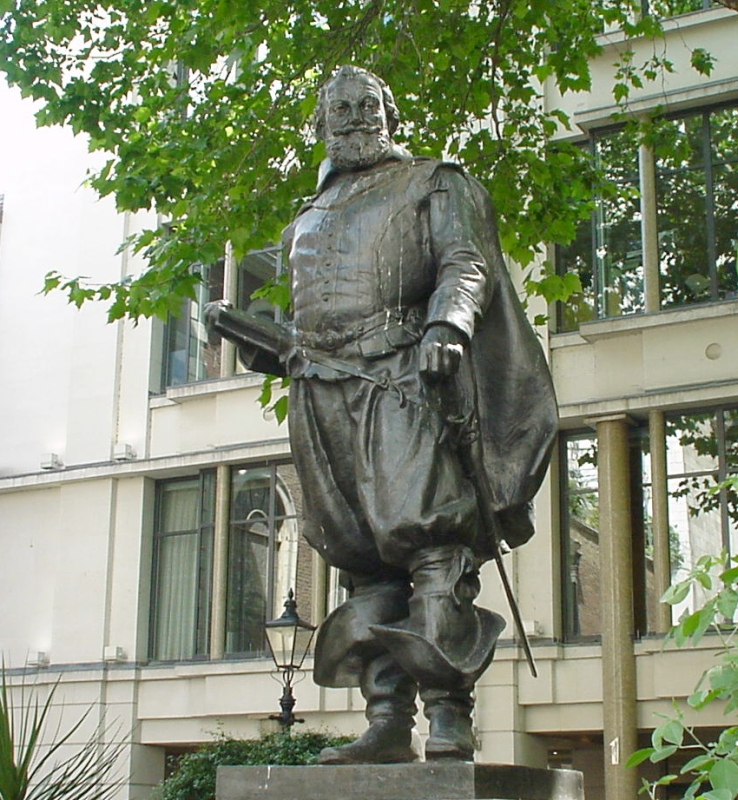
مجسمه کاپیتان جان اسمیت در حیاط کلیسا
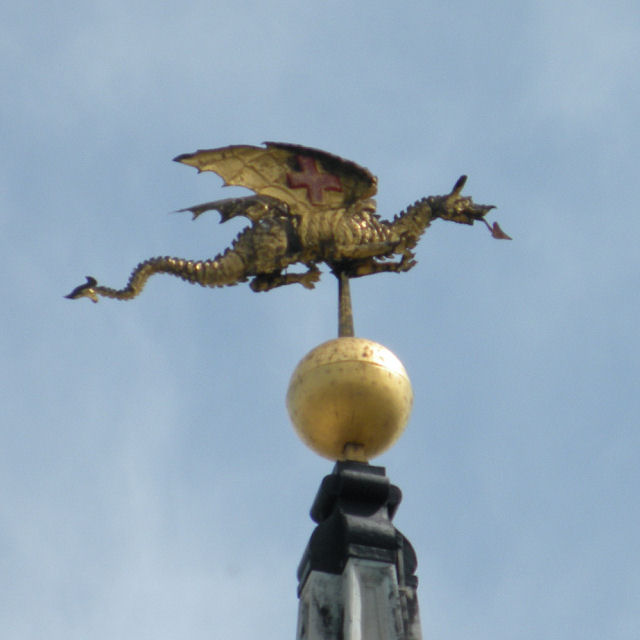
بادگیر اژدها در بالای کلیسا
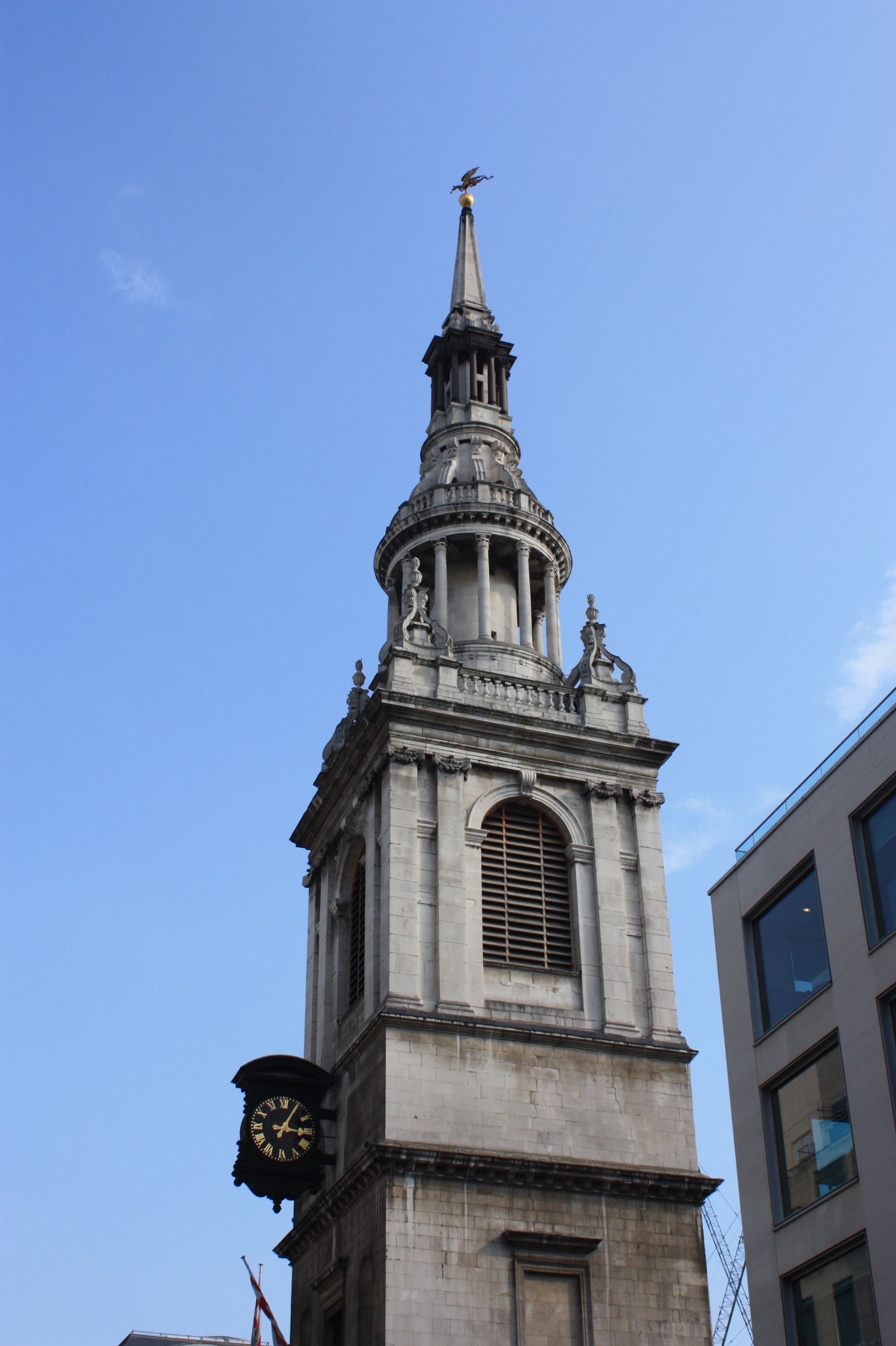
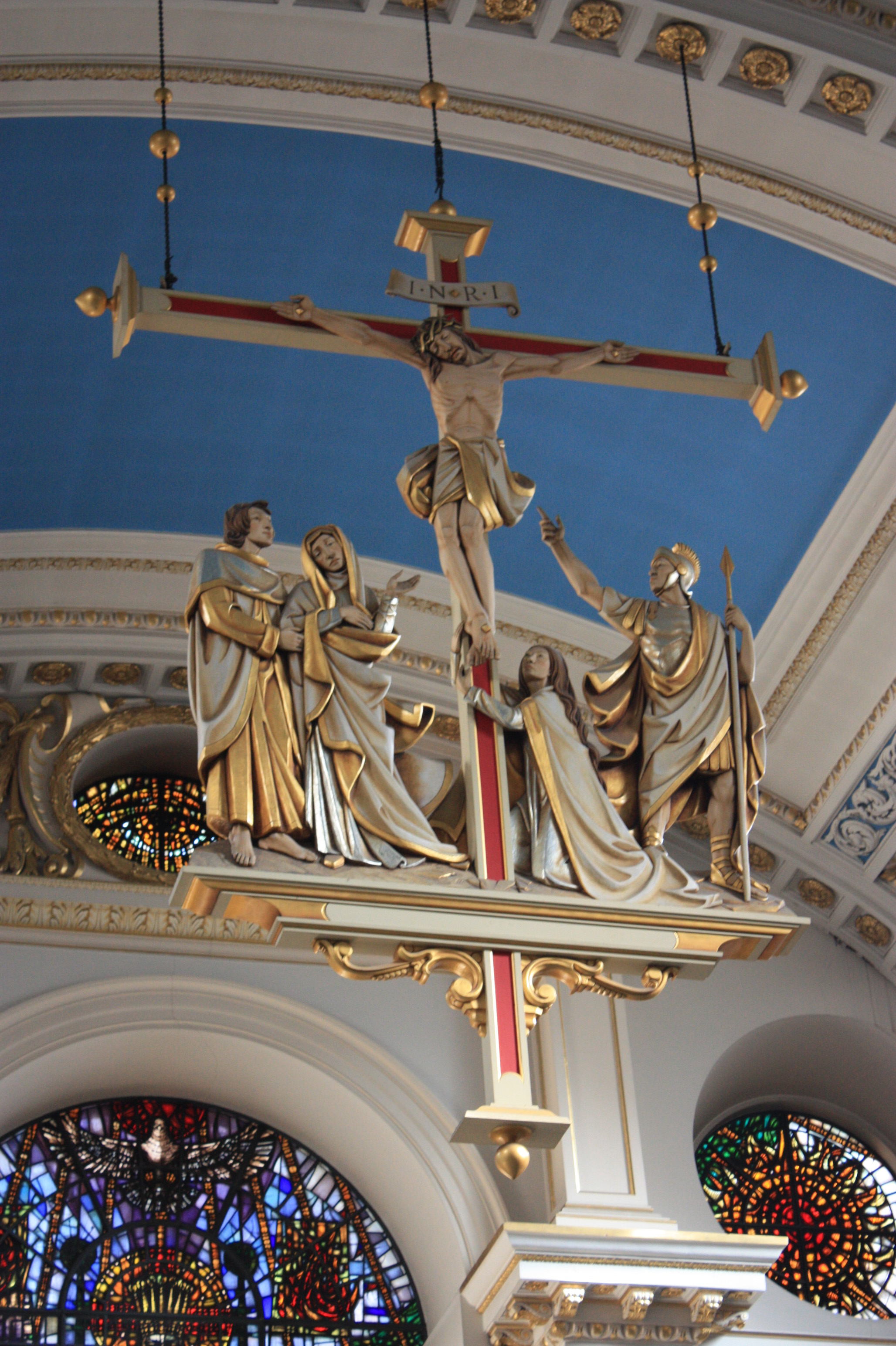
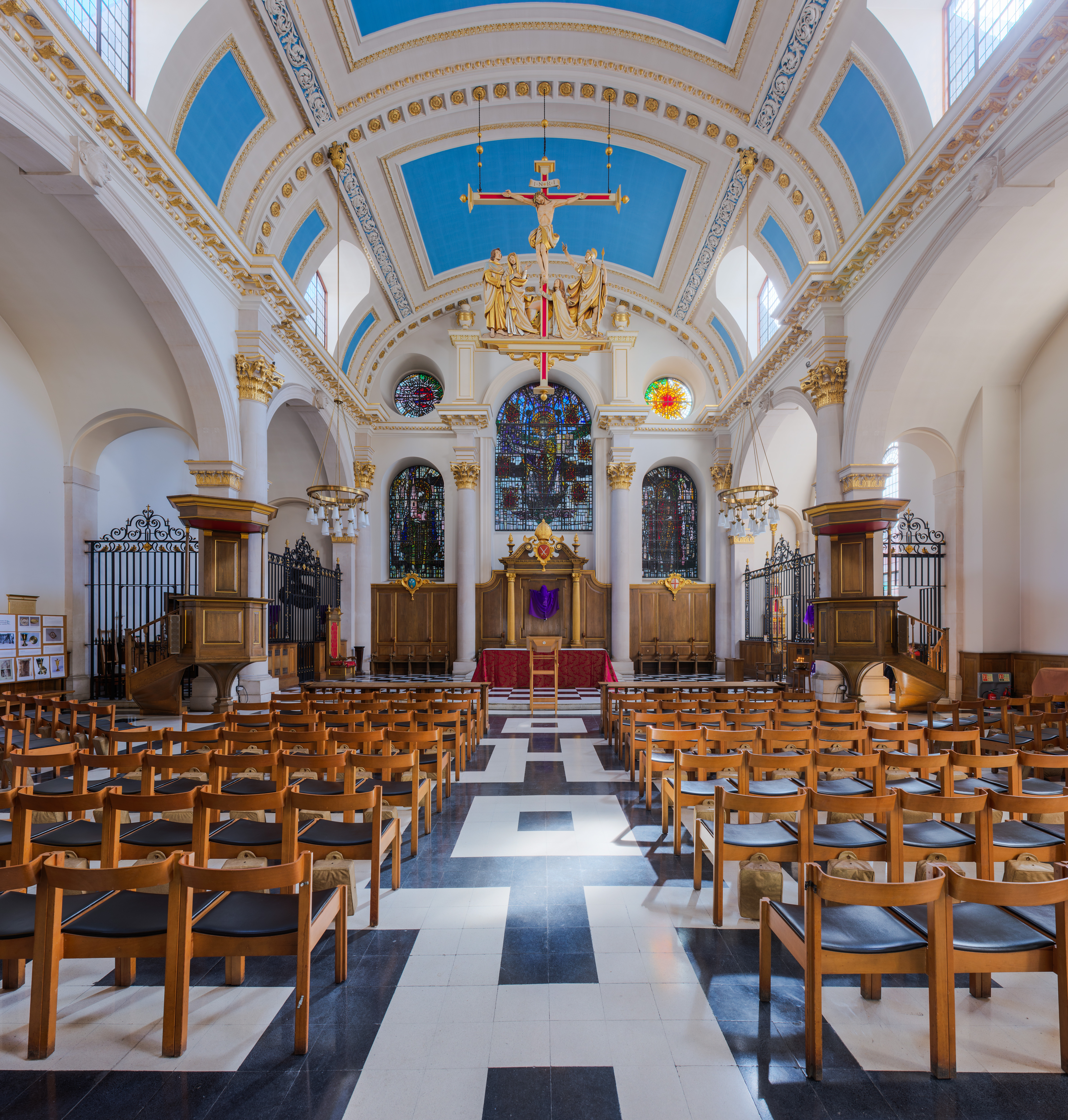
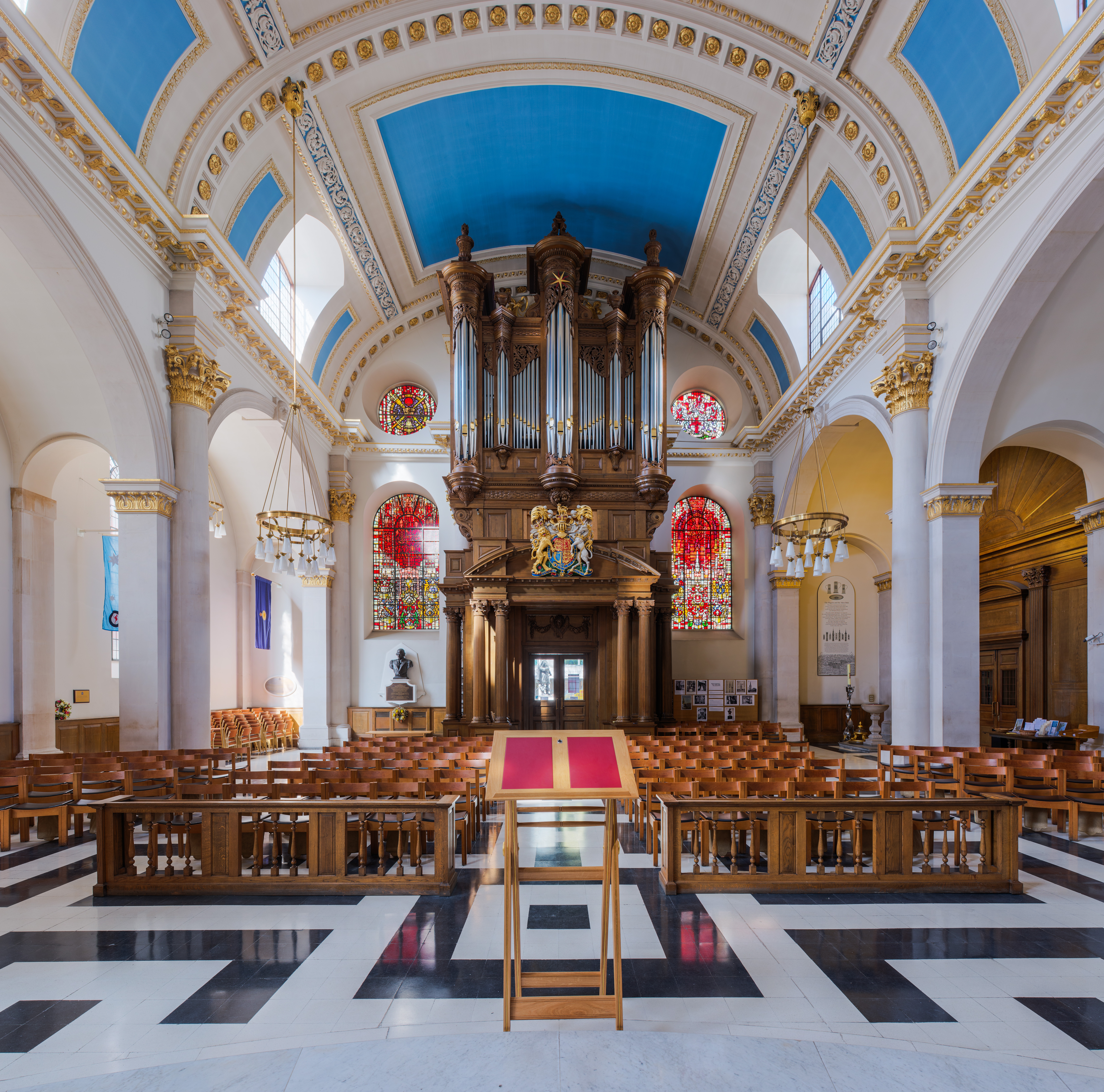